# Elisa Asenbaum
Elisa Asenbaum (bürgerlich Elisabeth, geboren 1959 in Wien) ist eine österreichische bildende Künstlerin, Autorin, Kuratorin und Mitgründerin des Kunstprojektraumes G.A.S-station Berlin – Tankstelle für Kunst und Impuls.

## Künstlerischer Werdegang
Elisa Asenbaum ist das dritte Kind von Inge Asenbaum und ihrem Ehemann Herbert, sie entstammt einer kunstinteressierten Wiener Familie. Ihr Vater war als Antiquitätenhändler tätig, ihre Mutter eine auf Art déco spezialisierte Schmucksammlerin. Asenbaum wuchs mit zwei älteren Brüdern in Wien auf, die als Kunsthändler, Gutachter und Kunstwissenschaftler arbeiten. Nach ihrem Abitur studierte Elisa Asenbaum an der Universität für angewandte Kunst Wien Gestaltung, Keramik, Malerei und Grafik.
Im Anschluss an ihr Diplom 1986 arbeitete sie medienübergreifend in den Bereichen Malerei und Grafik, Foto und Video, bildnerisch und musikalisch, initiierte Schreib- und Sprachprojekte, Raum- und Klanginstallationen, Aktionskunst sowie Performances im öffentlichen Raum. Insbesondere setzt sich Elisa Asenbaum künstlerisch mit Zusammenhängen von Emotionen, Denkvorgängen und Wahrnehmungsmustern auseinander. Seit 1986 beschäftigte sie sich mit experimenteller minimalistischer Musik und trat gemeinsam mit Thomas Maximilian Stuck ab 1987 als E.T. Sound auf. Beide hatten 1990 das Künstlerduo G.A.S. gegründet und arbeiten seitdem als Grafik – Art – Sound künstlerisch zusammen.
Ab 2008 widmete sich Elisa Asenbaum verstärkt der spartenübergreifenden Zusammenarbeit zwischen bildender Kunst, Literatur und Wissenschaft. Sie gründete gemeinsam mit ihrem künstlerischen Partner Thomas Maximilian Stuck 2008 den Projektraum G.A.S-station Berlin – Tankstelle für Kunst und Impuls. Hier ist sie als Kuratorin für spartenübergreifende Ausstellungen tätig und initiiert neben eigenen Beiträgen auch die kollaborative Zusammenarbeit zwischen Künstlern und Wissenschaftlern.
Für diese künstlerische Arbeit wurde die G.A.S-station Berlin 2015 und 2017 mit der Auszeichnung künstlerischer Projekträume und -initiativen von der Berliner Senatsverwaltung für Kultur und Europa geehrt.
2009 begann Asenbaum ein experimentelles Schreibprojekt, was sich zu einem literarischen Werk entwickelte und 2016 unter dem Titel AUGUSTINAselbst veröffentlicht wurde. Teile des Textes wurden im Rahmen eines partizipativen, spartenübergreifenden Arbeitsprozesses zwischen Künstlern und Wissenschaftlern wiederum zum Ausgangspunkt für neue Arbeiten anderer zeitgenössischer Künstler, die unter dem Titel Augustina träumt - in progressius (2015–2017) in der G.A.S-station Berlin in einer Ausstellung präsentiert wurden.
Elisa Asenbaum lebt als bildende Künstlerin, Medienkünstlerin und Autorin in Wien und arbeitet temporär als Kuratorin der G.A.S-station Berlin – Tankstelle für Kunst und Impuls in Berlin.

## Zitat
„Emotionen, Denkvorgänge und Wahrnehmungsmuster mit all ihren Widersprüchlichkeiten im menschlichen Sein sind häufig Thema meiner Arbeiten. Hauptsächlich geht es mir darum, gesellschaftliche und kulturell bedingte Grenzsetzungen und menschliche Denkkonventionen zu untersuchen und zu hinterfragen.“

## Werke (Auszug)

### Bildende Kunst
- Pfeilaktion, Aktion im öffentlichen Raum, 1982[11]
- Töten, Rauminstallation 1983[12]
- Stöckelschuh, Fotoserie, 1984[13]
- Zwei Zitate, Rauminstallation, 1987[14]
- Geister, Mappe mit 12 Blättern, 1988[15]
- Portrait von Erhard, Portrait von Elisbaeth beide 1990[16]
- Serie, Acryl auf Leinwand, Malerei 1998–2000[17]
- TIME, Videosoundrauminstallation mit Stimme, E.T.Sound, 2001[18]
- Spiegel Schein, Sprachskulptur, mit Thomas Maximilian Stuck, Gedicht: E.Asenbaum, 2017[19]
- Reduktion, Objekt, mit Thomas Maximilian Stuck, 2018[20]